# Güneş SK
Güneş SK, auch Güneşspor genannt, war ein türkischer Fußballverein aus Istanbul. Der Verein galt in den dreißiger Jahren als eine der stärksten Mannschaften Istanbuls, Höhepunkt der Vereinsgeschichte war der Gewinn der Millî Küme im Jahr 1938.

## Geschichte
Güneş SK wurde 1933 als Ateş-Güneş Spor Kulübü gegründet, Ateş-Güneş bedeutet übersetzt Feuer-Sonne. Der Verein wurde von ehemaligen Galatasaray-Spielern gegründet, nachdem es dort intern zu Streitigkeiten gekommen war. Initiator für die Gründung war Yusuf Ziya Öniş, welcher zuvor mehrere Jahre lang Präsident von Galatasaray war. Ursprünglich sollte der Verein Sarı-Kırmızı (deutsch: Gelb-Rot) genannt werden, dies wurde jedoch, um eine Verwechslung mit Galatasaray zu vermeiden, wieder verworfen. Kurze Zeit nach der Gründung des Vereins wurde er, auf Mustafa Kemal Atatürks Wunsch hin, in Güneş SK abgeändert.
In seiner kurzen Existenzzeit galt Güneş SK als einer der erfolgreichsten Vereine Istanbuls und spielte konstant um die oberen Tabellenplätze mit. So gewann Güneş SK die İstanbul Futbol Ligi der Saison 1937/38 und die Millî Küme der Saison 1938. Letztere beendete der Verein überaus erfolgreich, die Saison wurde ohne Niederlage und mit sieben Punkten Abstand zu Beşiktaş Istanbul abgeschlossen (Güneş SK hatte 41 Punkte, Beşiktaş 34).
Anschließend nahm der Verein noch an der Saison 1938/39 der İstanbul Futbol Ligi teil und setzte auch hier zunächst noch seine Erfolgsserie mit drei Siegen und einem Unentschieden aus den ersten vier Spieltagen fort. Schließlich verkündete der Verein plötzlich die Auflösung, die Umstände hierfür sind nicht näher bekannt.

## Atatürk und Güneş SK
Da bei Güneş SK einige Funktionäre beschäftigt waren, die aus dem unmittelbaren Umfeld des türkischen Republikgründers Mustafa Kemal Atatürk kamen, wird immer wieder diskutiert, ob Atatürk ein Anhänger von Güneş SK gewesen sei. Tatsächlich empfand Atatürk eine gewisse Nähe zu diesem Verein, dies bestätigt sich beispielsweise durch die Umbenennung des Vereins, die von ihm angeordnet wurde. Ob Atatürk jedoch ein Anhänger von Güneş SK war, wurde von ihm selbst nie bestätigt, da er vermutlich als Staatspräsident, zumindest nach außen, Neutralität wahren wollte.

## Erfolge

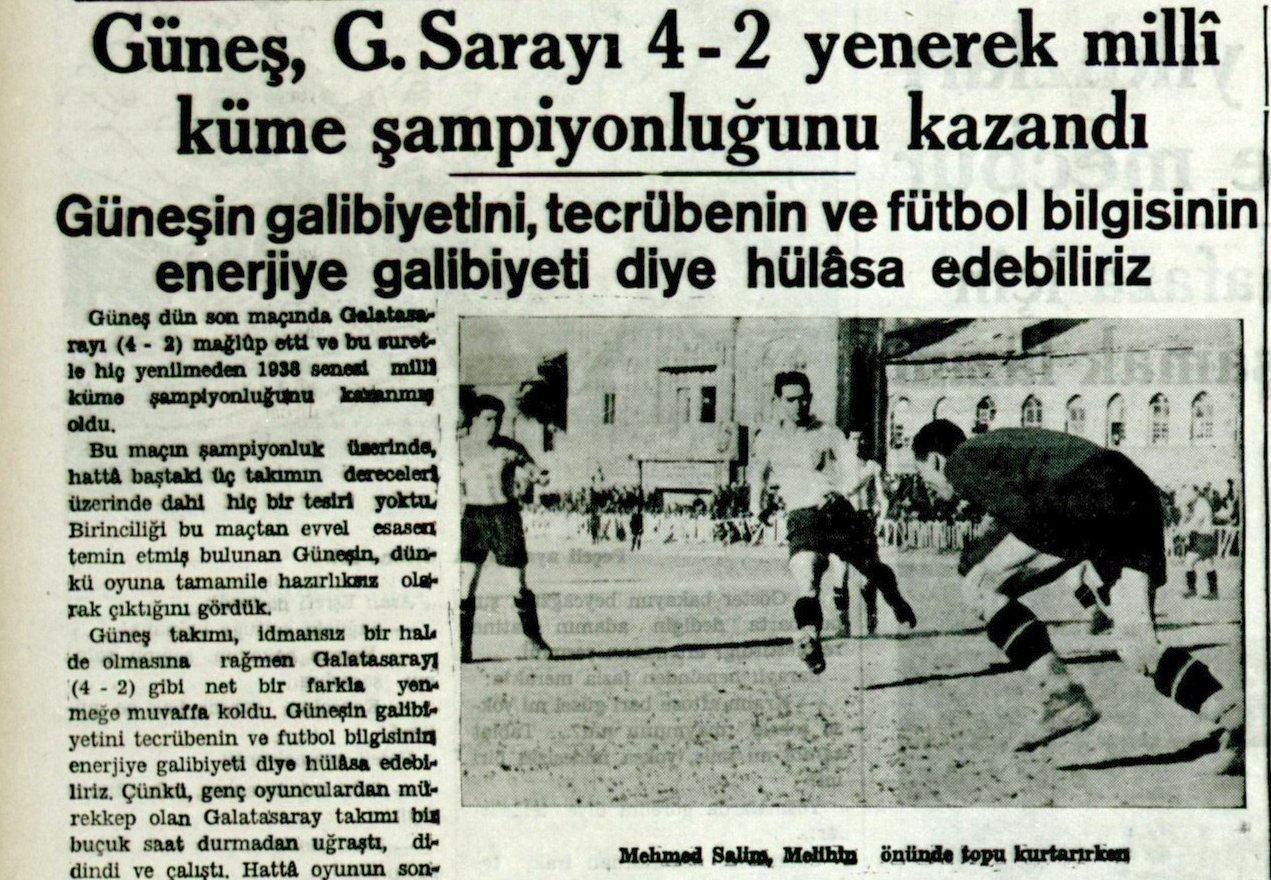
Akşam-Zeitungsbericht über die Meisterschaft der Milli Küme 1938.

- İstanbul Futbol Ligi
  - Vizemeister 1936/37
  - Meister 1937/38

- Millî Küme
  - Meister 1938[2]

## Bekannte Persönlichkeiten

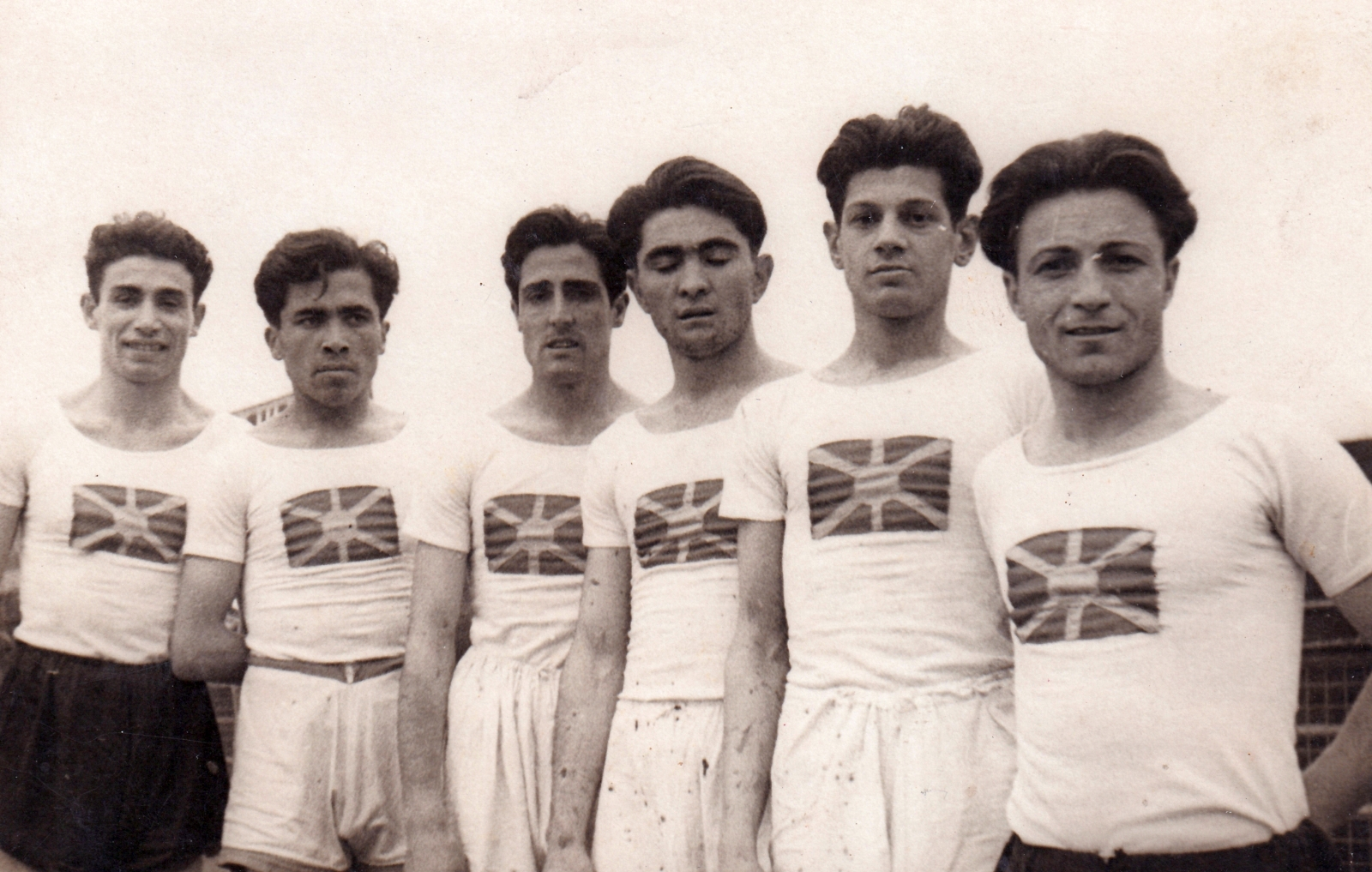
Athleten von Güneş SK (1933)

Hier werden bekannte fußballerische Persönlichkeiten des Sportvereins aufgelistet, die teilweise auch als türkische Nationalspieler agierten.
- Selahattin Almay
- Cihat Arman
- Faruk Barlas
- James Donnelly
- Rebii Erkal
- Melih Kotanca
- Rıza Köprülü
- Rasih Minkari
- İbrahim Tusder
- Ulvi Yenal
- Yusuf Ziya Öniş